# Розміщення продуктивних сил
Розмі́щення продукти́вних сил (скорочено — РПС) — розподіл продуктивних сил територією відповідно до природних, соціальних і економічних умов її окремих частин і районів, що визначається особливостями суспільного й територіального поділу праці. Галузь економічної науки, що вивчає специфічні, просторові аспекти вияву економічних законів. Об'єктом вивчення є продуктивні сили, а предметом — їх територіальний стан і розвиток.
Розміщення продуктивних сил як поняття і як напрям наукових досліджень сформувалося у радянській економічній науці. Ніде і ніколи західна економічна наука про розміщення господарства і регіони не використовувала подібної термінології. Там цей науковий напрям називався або економічною географією, або пізніше — регіональною економікою. Можливо, виокремлення РПС як наукової дисципліни було зумовлено відомчою конкуренцією між окремими гілками науки, яка була характерна для того часу (міністерства і відомства постійно боролися між собою за фінанси та інші блага, котрі централізовано розподілялися через систему Держплану СРСР).